# 斑腹圓尾蚜
斑腹圓尾蚜（学名：Periphyllus formosanus）为毛蚜科多態毛蚜屬下的一个种。其种加词“formosanus”意为“台湾的”。